# عزلة همدان (الجوف)

تعديل مصدري - تعديل

عزلة همدان هي إحدى عزل مديرية الحزم في محافظة الجوف اليمنية ويبلغ تعداد سكانها 24473 نسمة حسب التعداد السكاني في اليمن لعام 2004.